# Xã Island Lake, Quận Lyon, Minnesota
Xã Island Lake (tiếng Anh: Island Lake Township) là một xã thuộc quận Lyon, tiểu bang Minnesota, Hoa Kỳ. Năm 2010, dân số của xã này là 175 người.